# Kuolemanlaakso
A Kuolemanlaakso finn death-doom együttes. A név a Halálvölgy (Death Valley) finn neve, de az alapító tagjára, Markus Laakso-ra is utal.

## Története
2010 tavaszán alakultak. Tagjai Helsinkiből, illetve Kuopióból származnak. Az együttes Markus Laakso gitáros szóló projektjeként indult. Először egy négy dalból álló demót adott ki, amelyik sosem jelent meg hivatalosan. A mai napig három nagylemezt és egy EP-t tartalmaz a diszkográfiájuk. Az énekes Kotamaki a Swallow the Sunban és a Barren Earthben is játszott. 

## Tagjai
- Usva – basszusgitár
- Tiera – dob
- Kouta – gitár
- Markus Laakso – gitár, billentyűk
- Kotamaki – ének

## Diszkográfia
- Uljas uusi maailma (album, 2012)
- Musta aurinko nousee (EP, 2013)
- Tulijoutsen (album, 2014)
- M. Laakso – Vol. 1: The Gothic Tapes (album, 2016)